# Dilipa Dalpethado
Costa Patabandige Philip Rashen Dilipa Dalpethado ist ein sri-lankischer Fußballspieler.

## Verein
Der Stürmer spielt im Verein mindestens seit der Spielzeit 2010/11 für Don Bosco SC.

## Nationalmannschaft
Er ist Mitglied der sri-lankischen Fußballnationalmannschaft und nahm mit dieser am AFC Challenge Cup 2010 teil. Bei diesem Turnier trug er die Rückennummer 17. In den Jahren 2010 und 2011 sind für Dilipa Dalpethado insgesamt sechs Länderspieleinsätze verzeichnet. Dabei erzielte er einen Treffer.